# دارایی تحت مدیریت
دارایی تحت مدیریت (به انگلیسی: Asset Under Management) در دانش مالی، به‌طور کلی به آن دسته از دارایی‌هایی گفته می‌شود، که یک صندوق سرمایه‌گذاری مشترک یا شرکت سرمایه‌گذاری خطرپذیر، از طرف سرمایه‌گذاران اداره می‌کند، ولی درباره معنی دقیق این اصطلاح، نظرات مختلفی وجود دارد. بعضی از موسسات مالی در محاسبات خود دارایی‌های تحت نظر مدیریت را به سپرده‌های بانکی و صندوق‌های سرمایه‌گذارای مشترک و بنگاه‌های پولی تعمیم داده‌اند در حالی‌که بعضی عقیده دارند، منظور فقط صندوق‌هایی است، که سرمایه‌گذاران مسئولیت آن را به مدیران صندوق سپرده‌اند.